# بحرية الولايات المتحدة في الحرب العالمية الثانية

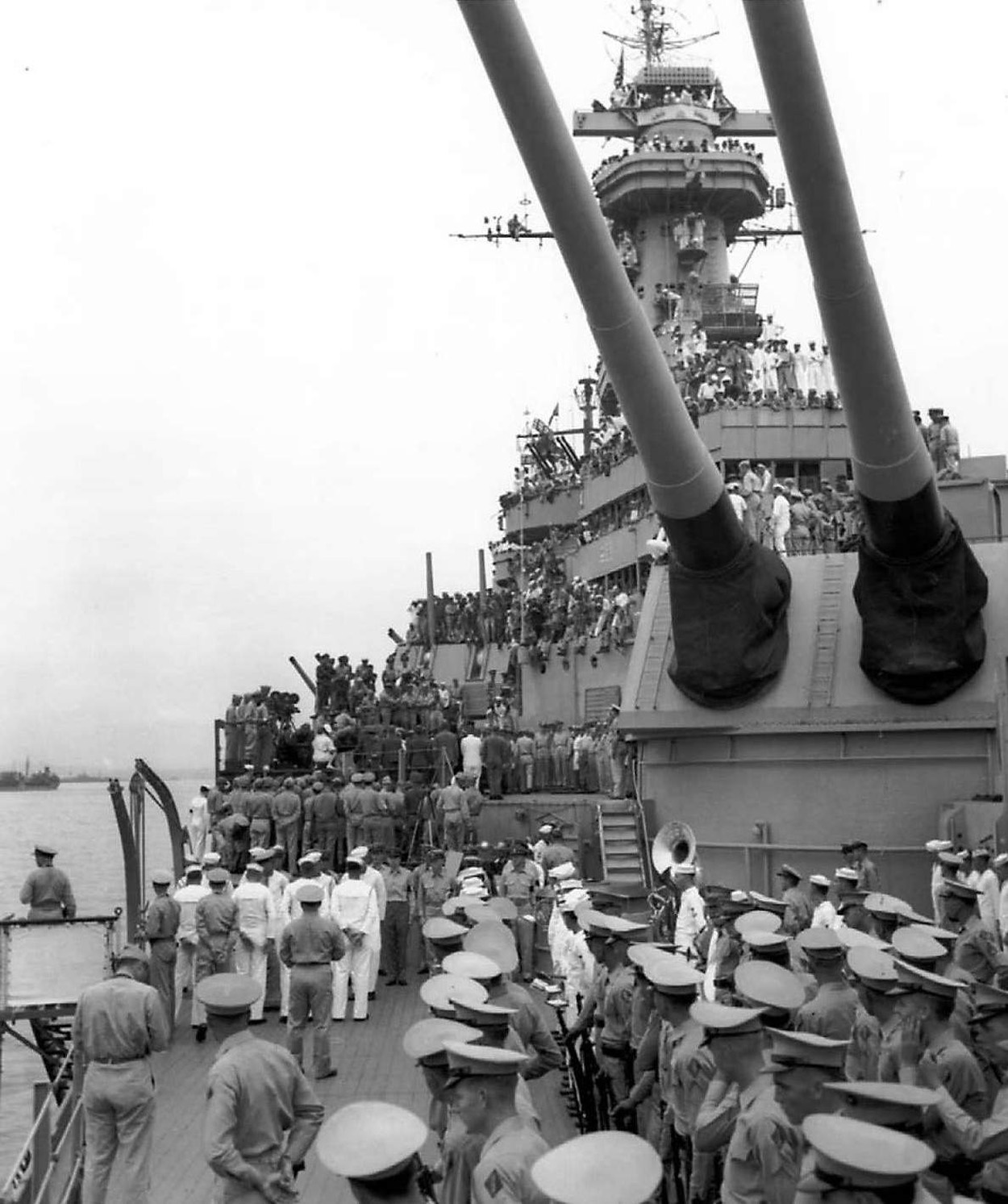
استسلام اليابان لقوات الحلفاء على متن يو إس إس ميسوري (بي بي-63) في 2 سبتمبر 1945

تطورت بَحرية الولايات المتحدة بسرعة خلال الحرب العالمية الثانية في الفترة 1941-1945، ولعبت دورًا محوريًا في الحرب ضد اليابان. قدمت المساعدة للبحرية الملكية البريطانية في الحرب البحرية ضد ألمانيا وإيطاليا. تطورت البحرية الأمريكية ببطء في السنوات التي سبقت الحرب العالمية الثانية، ويرجع ذلك جزئيًا إلى القيود الدولية على العمليات البحرية في العشرينيات. أُعيد بدء إنتاج السفن الحربية من جديد عام 1937، بدءًا بسفينة يو إس إس نورث كارولاينا (بي بي-55). تمكنت البحرية من تعزيز أساطيلها خلال السنوات الأولى من الحرب أثناء حياد الولايات المتحدة، ما أدى إلى زيادة إنتاج السفن الكبيرة والصغيرة على حد سواء، ونشر سلاح البحرية ما يقرب من 350 سفينة حربية بحلول ديسمبر 1941 مع وجود عدد مماثل قيد البناء.
سعت البحرية اليابانية الإمبراطورية (آي جيه إن) نحو التفوق البحري في منطقة المحيط الهادئ من خلال إغراق أسطول المعركة الأميركي الرئيسي في بيرل هاربر الذي كان مرتكزًا بشكل تكتيكي على بوارجه. دمر هجوم ديسمبر المباغت 1941 على بيرل هاربر الأسطول الحربي، لكنه لم يؤثر على حاملات الطائرات الأمريكية الثلاثة التي لم تكن موجودة في بيرل هاربر وقت الهجوم والتي أصبحت بدورها الدعامة الأساسية للأسطول المعاد بناؤه. وكان لا بد من تغيير منهجية البحرية بسرعة. اتبعت البحرية الأمريكية (على غرار البحرية اليابانية) تأكيد ألفريد ثاير ماهان على المجموعات المركزة من البوارج باعتبارها الأسلحة البحرية الهجومية الرئيسية. وقد أجبرت خسارة البوارج في بيرل هاربر الأدميرال إرنست كينغ رئيس البحرية على التركيز بشكل أساسي على العدد الصغير من حاملات الطائرات.
نمت البحرية الأمريكية بشكل هائل بالتزامن مع انخراط الولايات المتحدة في حرب ذات جبهتين في البحار. وقد أكسبها هذا الأمر سمعةً ملحوظةً في حرب المحيط الهادئ، إذ لعبت دورًا مؤثرًا في حملة «القفزة النوعية» الناجحة التي قام بها الحلفاء. خاضت البحرية الأميركية ست معارك عظيمة ضد البحرية الإمبراطورية اليابانية: الهجوم على بيرل هاربر، ومعركة بحر المرجان، ومعركة ميدواي، ومعركة بحر الفلبين، ومعركة خليج ليتي، ومعركة أوكيناوا. بحلول نهاية الحرب عام 1945، كانت بحرية الولايات المتحدة قد أضافت ما يقرب من 1200 سفينة مقاتلة رئيسية، متضمنةً سبعًا وعشرين حاملة طائرات وثمانية بوارج «سريعة» وعشر بوارج «قديمة» بلغ مجموعها 70% من مجموع أعداد السفن البحرية في العالم بإجمالي حمولة السفن البحرية البالغ 1000 طن أو أكثر.

## 1941–1942

### آيسلندا
16 يونيو 1941، وبعد مفاوضات مع تشرشل، أمر روزفلت احتلال آيسلندا من قِبل الولايات المتحدة لتحل مكان قوة الاحتلال البريطانية. في 22 يونيو 1941، أرسلت البحرية الأمريكية فرقة المهام 19 (تي إف 19) من تشارلستون (كارولينا الجنوبية)  للتجمع في أرجنتيا، نيوفاوندلاند. تضمنت الفرقة 25 سفينة حربية، ولواء البحرية المؤقت الأول المؤلف من 194 ضابطًا و3714 جنديًا من سان دييغو، كاليفورنيا تحت قيادة العميد جون مارستون. في الأول من يوليو أبحرت فرقة المهام 19 من أرجنتيا. في 7 يوليو، أقنعت بريطانيا ألثينغي بالموافقة على قوة احتلال أمريكية بموجب اتفاقية دفاع أمريكية-آيسلندية  ورست فرقة المهام 19 قبالة العاصمة ريكيافيك ذلك المساء. بدأت قوات مشاة البحرية الأمريكية الإنزال في 8 يوليو، وانتهت عملية الإنزال في 12 يوليو. في 6 أغسطس، أنشأت البحرية الأمريكية قاعدة جوية في ريكيافيك مع وصول السرب الدوري ڤي بّي-73 بي بي واي كاتالينا وڤي بّي-74  بي بي إم مارينير. بدأ أفراد الجيش الأمريكي التوافد إلى آيسلندا في أغسطس، ونُقل مشاة البحرية إلى المحيط الهادئ بحلول مارس 1942. تمركز قرابة 40 ألف فرد من العسكريين الأمريكيين في الجزيرة بنسبة تفوق عدد الرجال البالغين الآيسلنديين (آنذاك، كان تعداد سكان آيسلندا نحو 120 ألفًا). اقتضى الاتفاق ببقاء الجيش الأميركي حتى نهاية الحرب (ومع ذلك استمر بقاء الوجود العسكري الأمريكي في آيسلندا حتى عام 2006).

### ميناء بيرل هاربر
دوهِم أسطول المحيط الهادئ التابع للبحرية الأمريكية صباح يوم 7 ديسمبر 1941 بهجوم جوي مباغت عندما قصفت 353 طائرة تابعة للبحرية الإمبراطورية اليابانية ميناء بيرل هاربر. في وقت الهجوم، لم تكن الولايات المتحدة واليابان في حالة حرب. وصلت أول موجة يابانية مؤلفة من 183 طائرة إلى بيرل هاربر في الساعة 7:48 صباحًا، واستهدفت السفن في صف البوارج بالإضافة إلى مهاجمة المطارات في أماكن أخرى داخل هونولولو. وقعت معظم الأضرار التي لحقت بالبوارج في الدقائق 30 الأولى من الهجوم. انفجرت السفينة الحربية الأمريكية أريزونا انفجارًا هائلًا. بعد أن مزقتها القنابل والطوربيدات، استقرت السفينة يو إس إس ويست فرجينيا على عارضة متساوية في قاع الميناء. أُصيبت يو إس إس أوكلاهوما بأربعة طوربيدات لتنقلب في غضون خمس دقائق رأسًا على عقب مع بروز قاعدتها ومراوحها فوق سطح مياه الميناء. نُسفت  يو إس إس كاليفورنيا بالطوربيدات وصدر أمر التخلي عنها مع غرقها ببطء في مياه ضحلة. غرقت أيضًا البارجة المستهدفة يو إس إس يوتا.
في الساعة 8:50 صباحًا، بدأت موجة الهجوم اليابانية الثانية مع 171 طائرة. ورغم عدم نجاحها كالهجمة الأولى، فقد ألحقت أضرارًا فادحة. كانت البارجة يو إس إس نيفادا قد تعرضت لضربة طوربيد خلال الموجة الأولى، ولكن موقعها في نهاية صف البوارج قد سمح لها بحرية تصرف أكثر من السفن الكبرى الراسية، وكانت تحاول بدء الإبحار عندما ضربت الموجة الثانية. أصيبت بسبع أو ثماني قنابل وأوقفت على رأس القناة. اشتعلت البارجة يو إس إس بنسلفانيا بنيران القنابل، وتحولت المدمرتان الرئيسيتان قربها إلى أشلاء. انشطرت المدمرة يو إس إس شو إلى نصفين بانفجار مهول. وبعد الساعة 9:30 بقليل، انسحب اليابانيون إلى ناقلاتهم.
الضرر الذي لحق ببيرل هاربر كان جسيمًا. غرقت سفن يو إس إس أريزونا، يو إس إس يوتا، يو إس إس أوكلاهوما بالكامل وبقيت خارج الخدمة حتى نهاية الحرب. أغرقت 16 سفينة أخرى أو شطبت كخسائر خلال الحرب. ومن بين الطائرات الأمريكية البالغ عددها 402 طائرة في هاواي، دمرت 188 طائرة وأصيبت 159 أخرى بأضرار، منها 155 طائرة على البر. تكبدت البحرية 2,008 قتيل، بالإضافة إلى 327 قتيل من فروع عسكرية أمريكية أخرى بالإضافة إلى 68 مدني. خسر اليابانيون 29 طائرة (تسعة في موجة الهجوم الأولى، 20 في الثانية) وخمس غواصات قزمية و64 بحار.
وعلى الرغم من ذلك، فشل الهجوم بإصابة أي من حاملات الطائرات الأمريكية التي كانت غائبة «بعناية إلهية» عن الميناء. صبَّ اليابانيون تركيزهم على السفن والطائرات ومع ذلك أفلتت منهم مناطق صهاريج الوقود ومنشآت إصلاح الفناء البحري وقاعدة الغواصات والتي أثبتت جميعها دورها الحيوي للعمليات التكتيكية التي حدثت في بيرل هاربر في الأشهر التالية. أصلحت المهارة التكنولوجية الأمريكية جميع السفن  المتضررة والغارقة في بيرل هاربر باستثناء ثلاثة منها. والأهم من ذلك أن الصدمة والغضب اللذين شعر بهما الأميركيون في أعقاب الهجوم على بيرل هاربر قد وحدا الأمة وتُرجِما بالتزام جماعي بتدمير الإمبراطورية اليابانية وألمانيا النازية.